# Agriades marlene
Agriades marlene är en fjärilsart som beskrevs av Arthur Francis Hemming 1934. Agriades marlene ingår i släktet Agriades och familjen juvelvingar. Inga underarter finns listade i Catalogue of Life.